# Pedro Francisco Bono
Pedro Francisco Bono y Mejía (18 ottobre 1828 – 13 settembre 1906) è stato un politico e sociologo dominicano, considerato il primo sociologo dominicano. Ha ricoperto la carica di presidente del Senato della Repubblica Dominicana nel 1858.

Statua di Pedro Francisco Bonó nel Parque Independencia di Santo Domingo

Bonó nasce nel 1828, figlio di Joseph Bonò, allevatore e commerciante di origine italiana, e di Inés Mejía y Port. Sua nonna materna, Doña Eugénie Port, originaria della Bretagna (Francia nord-occidentale), gli insegnò la lingua francese e lo formò intellettualmente.
In suo onore una stazione della metropolitana di Santo Domingo prende il suo nome.

## Opere
- El Monterò (1856)
- Apuntes para los Cuatro Ministerios de la República (1857)
- Apuntes sobre las Clases Trabajadoras Dominicanas (1881)
- Congresso Extraparlamentario (1895)
- Epistolario
- Ensayos Sociohistóricos
- Actuación Pública
- Papeles de Pedro Francisco Bonó (Opere raccolte da Emilio Rodríguez Demorizi, 1963)